# Pseudolus
Pseudolus (Pseudolo) è una commedia di Plauto composta e rappresentata per la prima volta in occasione dei Giochi Megalesi del 191 a.C., mentre era in carica il pretore urbano Marco Giunio. Fu scritta da Plauto intorno ai 60 anni d'età e rappresenta una delle commedie varroniane più celebri e meglio riuscite, di cui Plauto stesso era particolarmente orgoglioso come ci tramanda Cicerone.

## Personaggi

### Principali
- Calidoro è il coprotagonista della commedia, nonché il soggetto su cui si basa l'intera vicenda. È il giovane figlio di Simone, il padrone di Pseudolo e l'amante di Fenicio.
- Pseudolo è il protagonista e servo fidato di Calidoro, disposto ad aiutare il giovane padrone in qualsiasi modo, ideando brillanti imbrogli e stratagemmi. Egli è non curante dell'autorità, sprezzante della condizione schiavile, abile persuasore e oratore. È proprio del tòpos del servus callidus plautino ed è un esempio di "nome parlante"[4], infatti Pseudolo significa "bugiardo"[5].
- Ballione è una sorta di antagonista della vicenda e riveste il ruolo di lenone, ossia è il padrone di diverse cortigiane tra cui Fenicio. È caratterizzato da un atteggiamento superbo e arrogante ed è ossessionato dal desiderio di beni materiali, tra cui denaro e beni di lusso.
- Simone è il padre di Calidoro e vecchio padrone di Pseudolo. Riveste il ruolo del vecchio avaro e severo, tipico della commedia plautina.
- Fenicio è la cortigiana amata da Calidoro, posseduta da Ballione e promessa a un mercenario macedone. Anche se non interviene mai nella rappresentazione, riveste un ruolo chiave nella trama della vicenda.

### Secondari
- Polimacheroplagide è il soldato macedone che versa un anticipo di 15 mine d'argento per riscuotere Fenicio. Non compare mai in scena, ma viene rappresentato da un servo.
- Arpage è il servo di Polimacheroplagide e ha il compito di prendere in consegna Fenicio. È anche questo un nome parlante, che significa “rapace”
- Callifone è amico e consigliere di Simone, curioso di conoscere le qualità di Pseudolo.
- Carino è un amico fidato di Calidoro, a cui mette a disposizione un servo e presta cinque mine d'argento.
- Scimmia è il servo più fidato di Carino e riveste il compito fondamentale di fingersi Arpage, ingannare Ballione e consegnare Fenicio all'amante Calidoro.

## Trama
Sebbene i testi delle commedie a noi pervenuti siano divisi in atti, è ben noto che Plauto non suddivise mai le sue commedie in alcun modo. Pertanto è da considerare la seguente suddivisione fedele ai testi posteriori ai manoscritti plautini, modificati nel corso della storia, e non rispecchiante in alcun modo lo svolgersi rappresentativo originario della commedia.
Calidoro vuole appropriarsi dell'amata cortigiana Fenicio, già promessa a un soldato macedone in cambio di venti mine; così, interpella Pseudolo, suo fedele ed astuto schiavo, il quale gli promette di escogitare un piano per liberare Fenicio.
Il militare ha già depositato un anticipo di quindici mine al lenone Ballione, con la promessa che il suo servo Arpage consegnerà le cinque restanti portando con sé un contrassegno prestabilito.
Pseudolo raggira Arpage e lo convince a consegnargli la lettera recante il contrassegno, fingendosi uno schiavo di Ballione. Grazie all'aiuto di Carino ottiene le cinque mine restanti e con esse uno schiavo, Scimmia. Costui, fingendosi Arpage, si reca da Ballione e ottiene Fenicio dal lenone. Calidoro così ottiene la sua amante e Pseudolo, come ricompensa, del vino in abbondanza.

### Atto primo

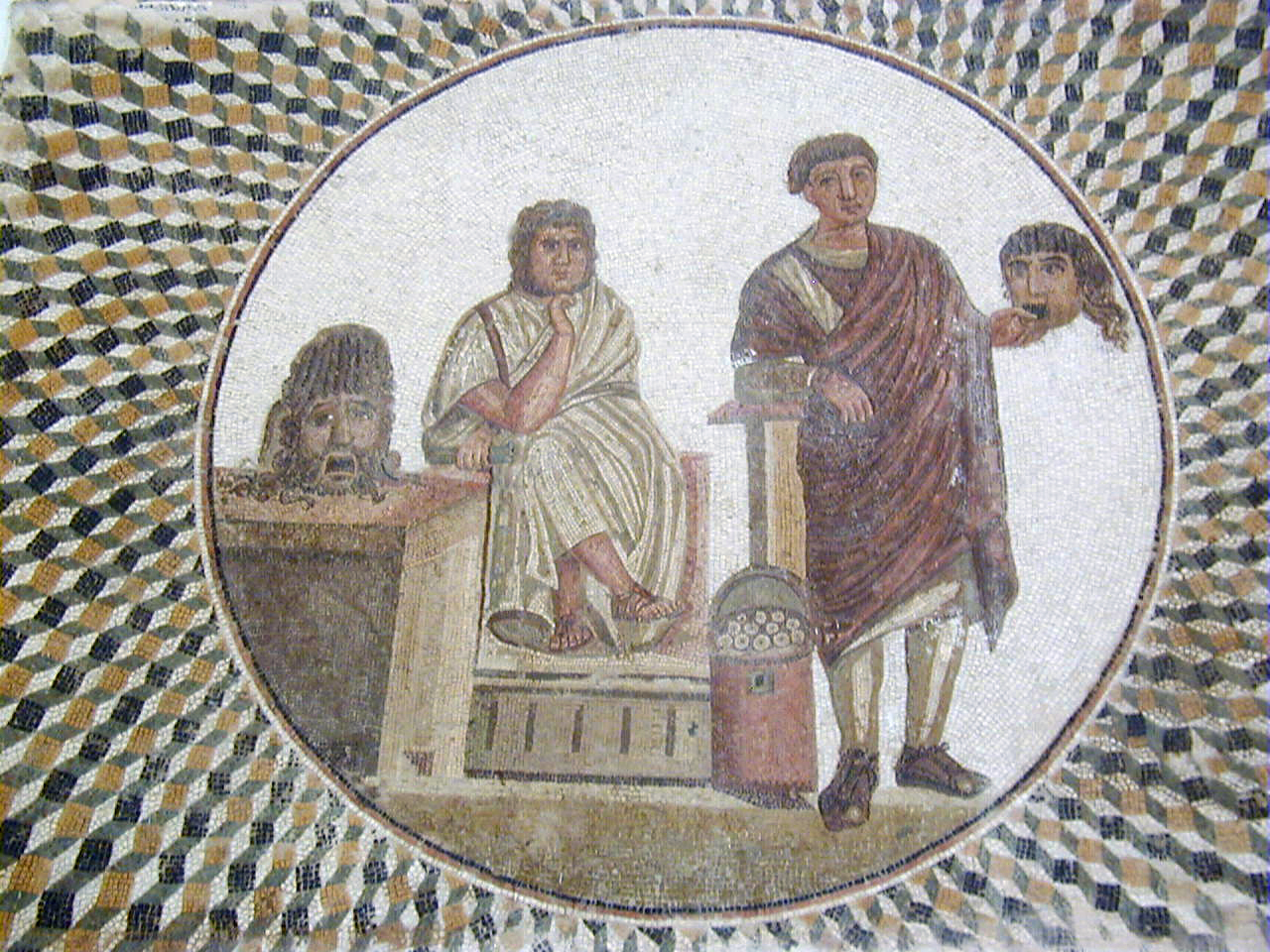
Mosaico rappresentante due attori latini con in mano maschere teatrali. (Tunisia, Musee Sousse)

Pseudolo, interrogando il giovane padrone Calidoro sul motivo dei suoi pianti e delle sue sembianze cadaveriche, si trova a fronteggiare la tristezza e la malinconia di un innamorato privato dell'oggetto del suo desiderio. Calidoro infatti si è perdutamente innamorato di una giovane cortigiana di nome Fenicio, promessa già a un soldato macedone per venti mine. Pseudolo, solito nell'aiutare il padroncino, gli promette che entro il calar della sera avrebbe procurato venti mine d'argento e ideato un piano per riscuotere la ragazza al suo lenone.
Intanto, il lenone Ballione, insultando e percuotendo i suoi schiavi, si concede ad atteggiamenti iracondi non vedendo realizzata la propria richiesta del giorno precedente, di allestire il convivio e la casa per i festeggiamenti del suo compleanno. Dopo aver convocato ad una ad una le cortigiane, impone loro la riscossione di ingenti quantità di doni da parte dei propri clienti (oggetti di lusso, provviste e condimenti oleacei), necessari ai festeggiamenti, con la minaccia di renderle prostitute da bassifondi. Calidoro e Pseudolo, origliando dalla loro abitazione, adiacente a quella del lenone, si infuriano all'udire la tracotanza del mercante di schiave.
Questi, vedendo Ballione uscire di casa e dirigersi al mercato, raggiungono il lenone e, ostacolandogli il passo, tentano di persuaderlo a non vendere Fenicio al guerriero macedone Polimacheroplagide. Irritati e amareggiati dalla sfrontatezza dell'interlocutore, iniziano a urlargli contro una serie di ingiurie, del tutto ignorate dal lenone. Ballione, dopo aver tradito la promessa fatta a Calidoro di vendere a lui la ragazza, si dirige al mercato con fare superbo, in attesa del saldo del militare macedone necessario alla riscossione della giovane cortigiana previsto entro sera. Pseudolo impone al padroncino di andare a chiamare un suo conoscente, ritenuto da lui più che affidabile, con l'intento di assegnargli un compito di fondamentale importanza.
Pseudolo, rimasto solo dopo la partenza di Calidoro, riflette sul da farsi e decide di cavare venti mine d'argento al padre del ragazzo. Appena terminata la meditazione di un piano, vede sopraggiungere Simone, padre di Calidoro e suo vecchio padrone.
Simone, dopo aver parlato con l'amico Callifone del figlio e di come questo voglia riscuotere l'amata ingannando il padre, va incontro a Pseudolo, mettendo in guardia l'amico sulle capacità persuasive di quest'ultimo. Pseudolo, avendo sentito parlare Simone e Callifone, è al corrente del fatto che il vecchio sia già stato avvertito delle sue intenzioni e si rende conto di non poter ottenere il denaro. Sebbene sappia quanto si manifesti difficile beffare il vecchio padrone, Pseudolo scommette con Simone che riuscirà a ottenere Fenicio entro il calar della sera davanti a Callifone, che si propone garante della scommessa. Pseudolo in caso di vincita otterrebbe venti mine da Simone, mentre in caso di sconfitta sarebbe costretto a lavorare in un mulino per il resto della sua vita.

### Atto secondo

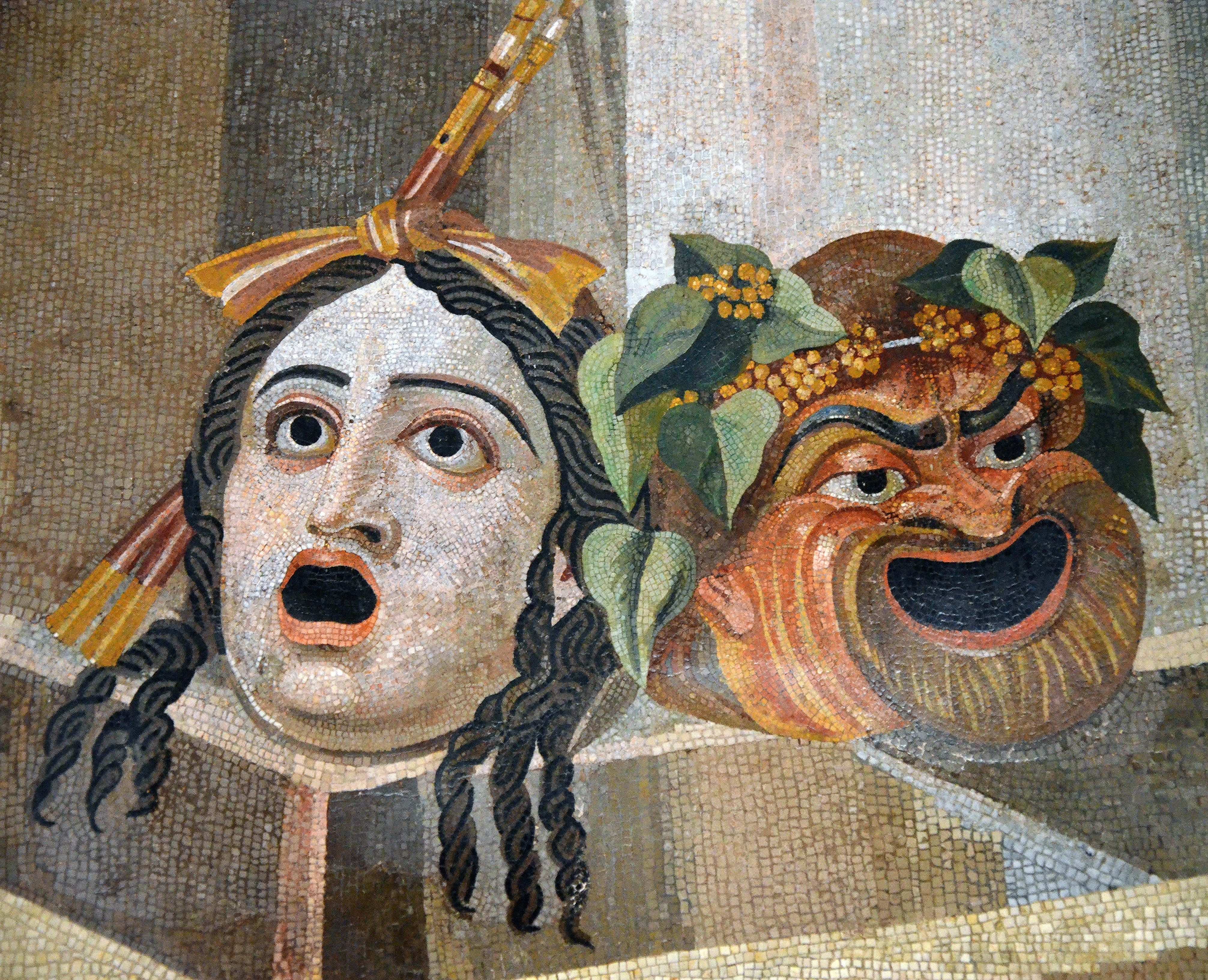
Mosaico romano del I secolo a.C. raffigurante le maschere tragica e comica (Roma, Musei capitolini).

Pseudolo, rimasto solo in scena, esaltato dalla scommessa intrapresa, idea un piano a suo avviso infallibile; perciò, sicuro di sé, immagina la gloria e i denari che lo attendono, riuscendo a beffare sia il padrone che il lenone. D'un tratto però vede in lontananza un forestiero giungere nei pressi della casa di Ballione portando con sé una spada e ovviamente non si lascia sfuggire l'occasione per venire a conoscenza dei piani di Ballione.
Lo scaltro Pseudolo, dopo essersi nascosto, sente il forestiero parlare tra sé cercando qualcuno che gli indichi la dimora del lenone ateniese. Capisce che quello straniero non è altro che il messaggero e schiavo del militare macedone che voleva riscuotere la ragazza; pertanto, abbandona i piani prima escogitati per fingersi un servo di Ballione, di nome Siro, e beffare l'ingenuo messo. Dopo una prima riluttanza di Arpage nel consegnare a Pseudolo il saldo e il contrassegno, un ritratto di Polimacheroplagide, necessari a riscuotere la cortigiana, poiché Ballione non era a casa, l'abile servo riesce a farsi consegnare il suggello con il ritratto del soldato macedone. Prima di congedarsi da Pseudolo, Arpage chiede a quest'ultimo di andare a chiamarlo presso i suoi alloggi affittati in una taverna al ritorno del lenone. Pseudolo ovviamente non lo chiamerà, anzi è intenzionato a usare un complice, che, fingendosi Arpage, ritiri l'amante del padroncino prima che ritorni il vero messo, sfruttando il contrassegno ottenuto.
Pseudolo, rimasto nuovamente solo, è deciso a procurarsi le cinque mine di saldo e a utilizzare il ritratto per sottrarre la cortigiana al lenone. Prima di scorgere Calidoro giungere dall'agorà in compagnia dell'amico Carino, riflette su quanto la fortuna domini gli eventi e vinca le decisioni umane.
Calidoro, dopo aver raccontato tutte le sue passioni e i suoi dolori al fedele amico Carino, è certo che questi sia disposto ad aiutarlo nei suoi piani. Carino infatti gli presta le cinque mine mancanti per la riscossione della cortigiana e mette a disposizione di Pseudolo un suo schiavo personale astuto e scaltro di nome Scimmia. Pseudolo impone a Carino e a Calidoro di andare a chiamare il suddetto Scimmia e di accompagnarlo alla piazza.

### Atto terzo
Uno schiavetto di Ballione, giungendo dalla via della piazza, procede lamentandosi della sua condizione schiavile, ritenendo che questa sia ulteriormente aggravata dalla sua giovane età e dalla sua forma fisica disarmoniosa. Desidererebbe cambiare padrone ed è rammaricato di non poter adempiere al volere di questo: Ballione infatti esige da tutti i suoi servi un regalo degno della sua persona, essendo il suo compleanno. Il giovane schiavetto non ha la possibilità di soddisfare la richiesta e ciò lo porterebbe a subire una pena corporale ben nota agli spettatori romani di allora ma di difficile interpretazione per noi contemporanei.
Nello stesso tempo Ballione, ritornando dal mercato con un cuoco, si lamenta dell'affare concluso: era riuscito ad assumere un cuoco perché gli preparasse il banchetto per i suoi invitati, pagandolo a caro prezzo. Perciò, Ballione, reputando il cuoco un avvelenatore e un ladro, ordina a uno schiavo di non perderlo mai di vista e di seguirlo ovunque, così da evitare furti in casa. Il lenone infatti è ossessionato dai suoi beni e afferma che la sua casa è già colma di fannulloni e ladri, pronti ad accaparrarsi un oggetto dell'arredamento. Al mercato inoltre ha incontrato Simone, che l'ha messo al corrente del piano di Pseudolo: questi aveva promesso a Simone che sarebbe riuscito a sottrarre Fenicio al lenone. Il vecchio padrone denuncia Pseudolo per poter vincere la scommessa contratta e punire lo schiavo. Determinato a non farsi beffare, Ballione ordina a tutti gli schiavi di non fidarsi di Pseudolo.

### Atto quarto

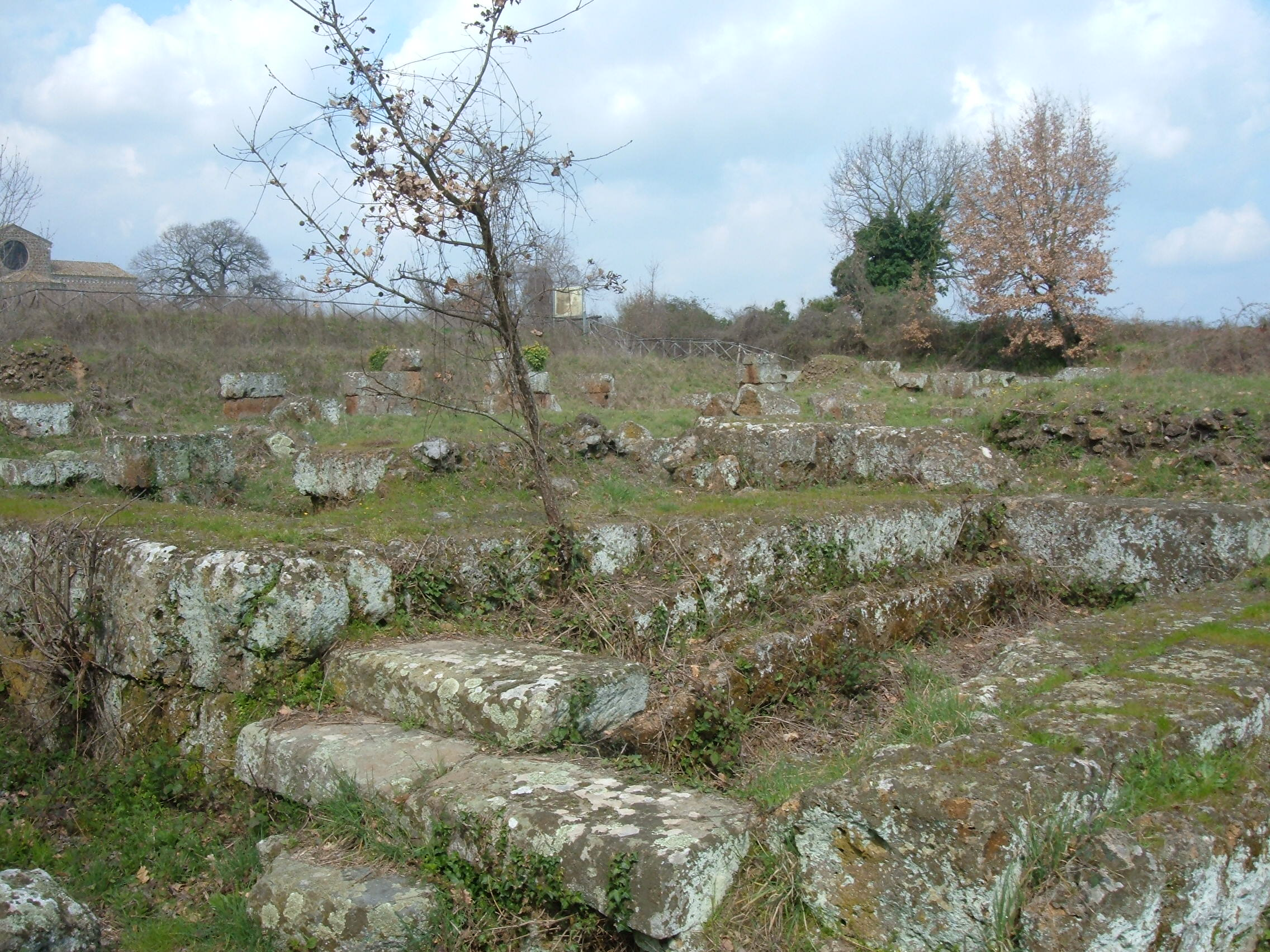
Antico teatro romano situato presso il sito archeologico di Falerii Novi

Pseudolo, dopo aver incontrato Scimmia presso l'agorà, lo mette subito al corrente del suo piano. Mentre Ballione esce di casa, Scimmia, nelle vesti di Arpage, si avvicina a questi fingendo di non conoscerlo e chiedendo informazioni su dove si trovi il lenone. Non appena quest'ultimo si presenta, Scimmia gli mostra la lettera scritta dal soldato macedone, allegata al ritratto distintivo del soldato precedentemente sottratto al vero Arpage, e convince Ballione di essere il messo del mercenario. Ballione, dopo una rapida lettura del testo e dopo aver riconosciuto il ritratto di Polimacheroplagide, invita Scimmia a entrare in casa per consegnargli Fenicio.
Pseudolo, riflettendo tra sé, lascia scorgere le sue preoccupazioni: crede infatti che Scimmia, colta un'occasione favorevole, possa fuggire con la ragazza, che Simone possa tornare dal foro anticipatamente e scoprirli oppure che il vero Arpage si possa presentare a casa di Ballione mentre Scimmia si trova ancora con lui. Fortunatamente però non accade nulla di tutto ciò e può tirare un sospiro di sollievo vedendo uscire Scimmia in compagnia della cortigiana.
Questo, dopo aver tranquillizzato Fenicio svelandole il piano di Calidoro, raggiunge Pseudolo e insieme a quest'ultimo si dirige verso l'osteria per incontrare Calidoro, congiungere i due amanti e iniziare i festeggiamenti per la riuscita dell'impresa.
Ballione, ignaro della beffa ricevuta, si sente sollevato dal fatto che Fenicio sia stata condotta via dal presunto servo di Polimacheroplagide e, una volta incontrato Simone, lo rassicura sul fatto che le venti mine promesse a Pseudolo sono ormai salve. Spiega al vecchio di aver già consegnato la ragazza al servo del soldato e di essere sicuro che non ci siano inganni, avendo riconosciuto il ritratto del mercenario macedone. Simone non vede l'ora di punire Pseudolo, ma poco dopo scorge uno straniero giungere dalla via del porto. Questi è Arpage, che, tornando dalla taverna, si lamenta che il servo di Ballione a cui aveva affidato il contrassegno non lo sia andato a chiamare. Ballione, credendo lo straniero essere un possibile cliente, gli si avvicina e Arpage, non appena si rende conto di aver di fronte il lenone, gli consegna le 5 mine necessarie a saldare il conto del padrone e a riscuotere Fenicio. Il lenone, credendo Arpage essere in realtà un aiutante di Pseudolo, inizia a sbeffeggiarlo, ma di fronte al sincero stupore del messo si rende conto di essere in presenza del vero servo di Polimacheroplagide e di essere stato beffato da Pseudolo. Inizia quindi a disperarsi, poiché deve restituire ad Arpage l'anticipo versato da Polimacheroplagide per la riscossione della ragazza e deve subire l'affronto arrecatogli dal servo Pseudolo. Simone, presente all'incontro tra Ballione e Arpage, si rende conto che sarebbe giusto consegnare le venti mine promesse a Pseudolo, poiché questi ha compiuto a suo avviso un'impresa ancora più grande dell'inganno di Troia.

### Atto quinto
Giungendo dalla via della piazza con gli abiti in disordine e una corona in testa, Pseudolo, ubriaco, prega i suoi piedi e le sue gambe di sorreggerlo dopo una giornata piena d'azione e di divertimento. Racconta della festa a cui ha appena partecipato insieme a Calidoro, Fenicio e altri uomini e donne, di come abbia ballato suscitando l'ilarità degli astanti e di come si sia lasciato sedurre da una bella ragazza.
Recatosi presso la casa del padrone, bussa alla porta e chiama a gran voce Simone. Questi esce di casa e ascolta ciò che il servo ha da dirgli: tra una beffa e l'altra è riuscito a sottrarre Fenicio al lenone e vuole il frutto della scommessa. Il padrone lo rimprovera per la sua sfacciataggine e per la sua maleducazione, essendosi presentato ubriaco, però a malincuore deve consegnargli il denaro vinto. Pseudolo, contento di aver ottenuto ciò che desiderava, lo invita a bere con lui promettendogli di restituire una parte della somma, poiché infatti non gli interessa il denaro in sé ma solo dimostrare la sua furbizia. Il padrone lo perdona per la beffa e accetta l'invito allargandolo agli spettatori: il servus callidus concede a questi di aggiungersi ai festeggiamenti solo in cambio di applausi per la commedia e la compagnia teatrale.

## Argumenta
La commedia Pseudolo è provvista come altre 18 commedie plautine di un Argumentum acrostico: un breve riassunto della commedia steso in latino sotto forma di acrostico. Gli argumenta plautini acrostici non furono composti da Plauto stesso ma dal retore Aurelio Popilio, posteriore a Plauto di circa un secolo, e furono successivamente annessi alle opere plautine.
Lo Pseudolo presenta inoltre, come altre sei commedie, un secondo Argumentum, questa volta svincolato dalla struttura dell'acrostico, sempre riassuntivo della trama della commedia e composto dal grammatico latino Caio Suplicio Apollinare, vissuto tra il II e il III secolo d.C.

## Metateatro
Plauto, come era solito fare nelle sue commedie, inserisce elementi di metateatro al fine di coinvolgere e divertire il pubblico. Il metateatro, insieme alle beffe e ai giochi di parole, rappresenta l'elemento fondamentale della scherzosità plautina. Di seguito sono riportati alcuni tra i più interessanti esempi presenti nello Pseudolo:
Nel primo atto Pseudolo si rivolge al pubblico con una lunga battuta, con cui coinvolge gli spettatori ed esalta la creatività dei commediografi:
(vv. 563-573)
Nel secondo atto Pseudolo attira l'attenzione del pubblico durante un suo monologo e lo rende partecipe definendo il lenone un nemico comune e promettendo la spartizione del bottino ottenuto con la riuscita del suo piano:
(vv.584-589)
Infine, nel quinto atto è presente, con il conclusivo scambio di battute tra Pseudolo e Simone, un ultimo esempio di metateatro, molto probabilmente cantato dai due attori:
(vv. 1333-1335)

## Rapporto con il modello greco e con il Curculio
Lo Pseudolo, come tutte le commedie plautine, è stato ispirato da una precedente commedia greca, il cui nome tuttavia non è stato conservato sino a oggi. Ha subito inoltre una sicura contaminatio da parte della commedia plautina Curculio, analoga allo Pseudolo nella struttura fondamentale. Plauto ha rimarcato la struttura del Curculio in parecchie parti, anche a discapito del modello greco originario, sfoggiando un'accurata abilità nel congiungere più trame differenti. Il punto di giuntura delle due trame è riconoscibile nella terza scena del secondo atto, dove Pseudolo dopo aver già escogitato un piano (conforme a quello del modello greco) abbandona quest'ultimo per ingannare Arpage e confluire nello stesso modello del Curculio. Qui entra in scena Carino che sostituisce nel ruolo dell'aiutante Callifone, personaggio che nel modello greco svolgeva sicuramente un ruolo più importante sino a riconoscere Fenicio come propria figlia. Plauto tuttavia mantiene la liberazione di Fenicio nello Pseudolo per non stravolgere i valori della società romana e per non recare danno al vecchio padrone, ricalcando il modello greco. Egli non esplicita che i festeggiamenti finali per la ricongiunzione tra Calidoro e Fenicio siano la loro festa di matrimonio, poiché ha comunque parlato di Fenicio come una prostituta da bordello e quindi non adatta a un giovane nobile come Calidoro

## Il ruolo della musica

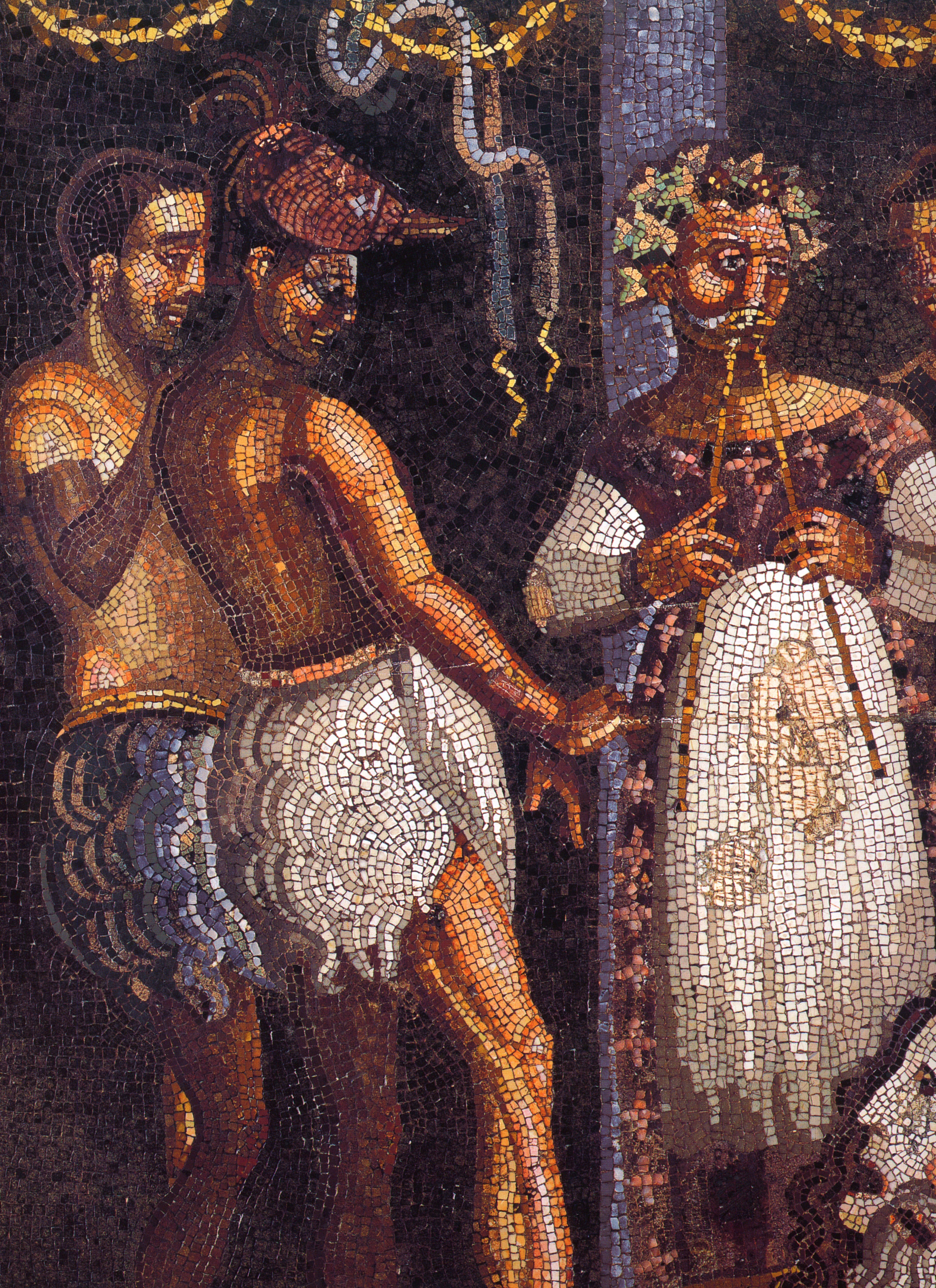
Pompei, mosaico raffigurante un flautista durante una rappresentazione teatrale.

Plauto è responsabile, come nessun altro autore di palliate, dell'integrazione di parti cantate all'interno delle proprie opere. I cantica plautini non sono estranei alla vicenda, ma si integrano perfettamente a questa. Plauto infatti era solito rendere monologhi o dialoghi di due o tre personaggi con versi lirici opportunamente cantati dagli attori, mantenendo comunque il susseguirsi dei fatti. Pertanto, la palliata può essere paragonata all'opera buffa italiana o più propriamente al Singspiel tedesco del tardo Settecento. I cantica poco ricchi di rivestimento e accompagnamento musicale furono resi da sistemi anapestici e trocaici, mentre i brani musicali più ricchi di accompagnamento furono resi da versi cretici e bacchei, o dall'alternanza di più metri differenti. Per quanto riguarda la commedia Pseudolo, tutto il dialogo finale tra Pseudolo e Simone è scritto in metri lirici e veniva quindi cantato dai due attori. Nello specifico, tale dialogo è ricco di metri cretici, anapestici, tripodie trocaiche e presenta qualche dimetro giambico. Gli ultimi tre versi della commedia presentano una "Continuatio bacchiaca", ossia una sequenza continua di metri bacchei:
(vv. 1334a-1335)
Le commedie plautine inoltre presentavano parti accompagnate da un sottofondo musicale, costituito prevalentemente da flauti, e integrate perfettamente con la vicenda, come accade con i cantica. Le parti accompagnate con il flauto ma non cantate furono rese da Plauto con settenari e ottonari giambici o anapestici.

## Successive rappresentazioni
È noto che lo Pseudolus, in seguito alla prima rappresentazione del 191 a.C., venne rappresentato fino l'età ciceroniana. Lo stesso Cicerone infatti, nell'opera "pro Roscio Comoedo", definisce l'attore Roscio particolarmente abile nell'interpretare il personaggio di Ballione e inoltre paragona Marco Antonio al prepotente lenone nella seconda Filippica.
Il 5 agosto 2009 presso il sito archeologico di Falerii Novi è stato rappresentato lo Pseudolus dal regista Maurizio Annesi, su iniziativa provinciale. Il 17 agosto 2009 la stessa compagnia teatrale diretta da Maurizio Annesi ha rappresentato la commedia presso il Duomo di Montalto Uffugo. Annualmente, le commedie plautine vengono rappresentate nel Plautus Festival, svolto a Sarsina, la città natale del commediografo.